# IBM 700/7000

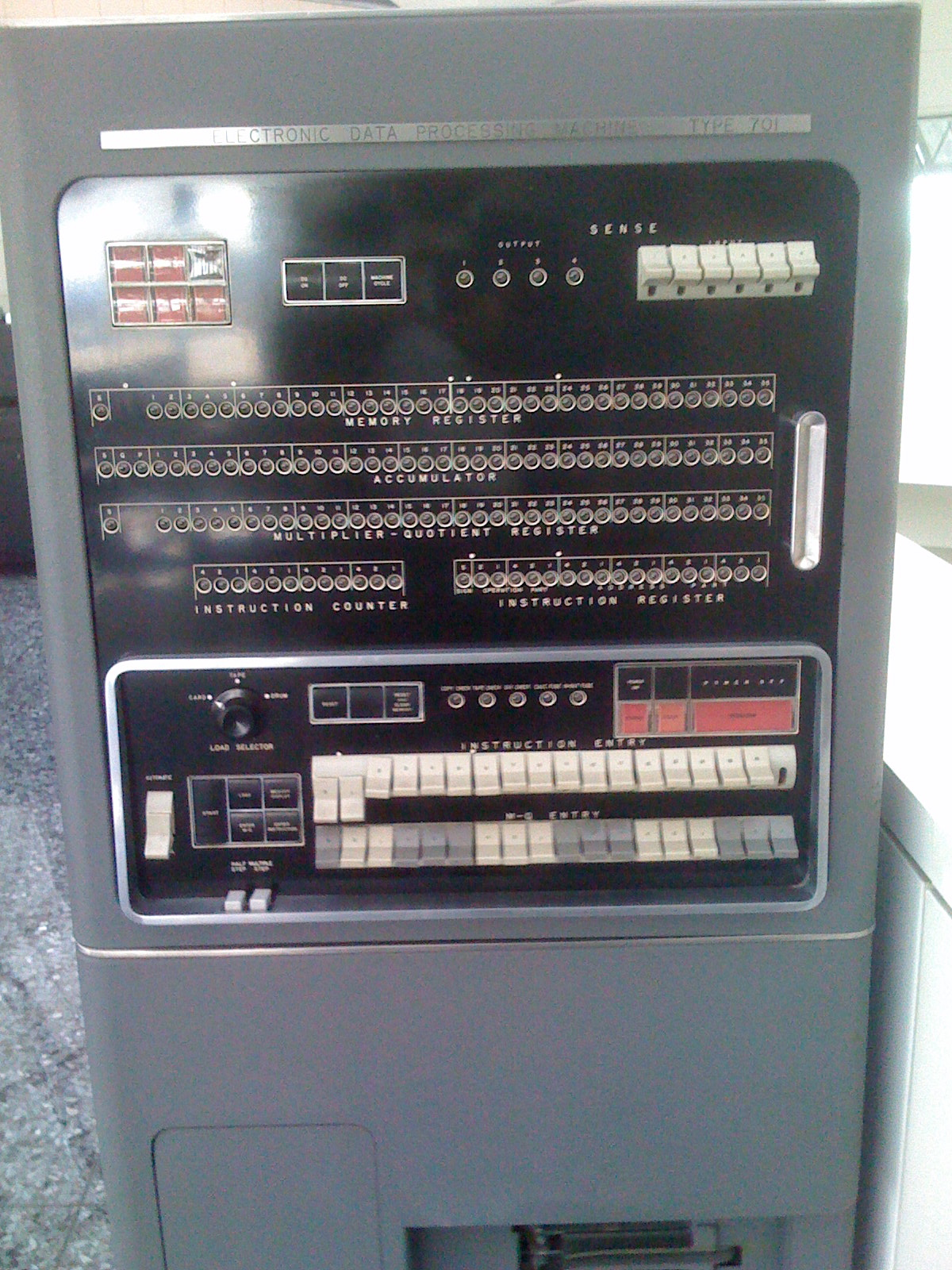
Consola d'operació de l'IBM 701. El 701 va ser introduït el 1952.

La sèrie IBM 700/7000 va ser una família de grans sistemes informàtics (ordinadors centrals) fets per l'IBM a través de la dècada del 1950 i començaments dels anys 1960. La sèrie va incloure diverses arquitectures de processadors diferents i incompatibles. Els 700 han utilitzat lògica de vàlvula de buit i es van fer obsolets per la introducció dels 7000 transistoritzats. Els 7000, al seu torn, van ser substituïts pel System/360, que va ser anunciat el 1964. No obstant això, el 360/65, el primer 360 prou poderós per reemplaçar els 7000, no ha estat disponible fins al novembre de 1965. Problemes inicials amb l'OS/360 i l'alt cost de la conversió de programari han mantingut els 7000 en servei durant molts anys després.

## Cronologia
| Any  | Categoria | Categoria | Categoria         | Categoria      | Lògica          | Memòria         |
| Any  | Decimal   | Comercial | Científic         | Superordinador | Lògica          | Memòria         |
| ---- | --------- | --------- | ----------------- | -------------- | --------------- | --------------- |
| 1952 |           |           | IBM 701           |                | Vàlvula de buit | Tub Williams    |
| 1953 |           | IBM 702   |                   |                | Vàlvula de buit | Tub Williams    |
| 1954 |           | IBM 705   | IBM 704           |                | Vàlvula de buit | Memòria de tors |
| 1958 | IBM 7070  |           | IBM 709           |                | Vàlvula de buit | Memòria de tors |
| 1959 |           |           | IBM 7090          |                | Transistors     | Memòria de tors |
| 1960 | IBM 7074  |           |                   |                | Transistors     | Memòria de tors |
| 1961 |           | IBM 7080  |                   | IBM 7030       | Transistors     | Memòria de tors |
| 1962 |           | IBM 7010  | IBM 7094          |                | Transistors     | Memòria de tors |
| 1963 |           |           | IBM 7040 IBM 7044 |                | Transistors     | Memòria de tors |
| 1964 |           |           | IBM 7094 II       |                | Transistors     | Memòria de tors |

El 1962, un IBM 7074 va ser utilitzat pel Internal Revenue Service dels EUA.
L'IBM 7700 Data Acquisition System no era un membre de la sèrie IBM 7000, malgrat el seu nombre i la data d'anunci del 2 de desembre de 1963.